# Klaudia Malenovská
Klaudia Malenovská (* 23. April 1989 in Bratislava, Tschechoslowakei) ist eine ehemalige slowakische Tennisspielerin.

## Karriere
Die in Bratislava geborene und aufgewachsene Klaudia Malenovská begann mit dem Tennis im Alter von 4 Jahren und debütierte mit 15 Jahren 2004 beim ITF-$10.000-Turnier im slowakischen Prešov auf dem ITF Women’s Circuit. Bei diesem Turnier erhielt sie vom Veranstalter eine Wildcard für die Qualifikation, wo sie in der zweiten Runde an einer Österreicherin scheiterte. Im darauffolgenden Jahr konnte sie sich beim zweiten ITF-$10.000-Turnier in der ägyptischen Hauptstadt Kairo nach drei Siegen in der Qualifikation erstmals für das Hauptfeld eines ITF-Turniers qualifizieren. Dort erreichte sie die zweite Runde, wo sie gegen die Deutsche Sarah Raab verlor. Beim ITF-$10.000-Turnier in ihrer Heimatstadt konnte sie im Jahr 2006 ins Finale spielen und traf dort auf die Lettin Anastasija Sevastova, der sie sich in drei Sätzen geschlagen geben musste. Ein Jahr später nahm sie erneut an diesem Turnier teil und startete nicht nur im Einzel, wo sie im Achtelfinale ausschied, sondern auch gemeinsam mit Monika Kochanová im Doppelwettbewerb. Dort konnten sich die beiden bis ins Finale spielen und gewannen dort in zwei Sätzen gegen ein österreichisches Duo.
Zwischen 2009 und 2013 studierte sie Unternehmensführung an der California State University, Long Beach und spielte in der Zeit für die Universität in der NCAA Tennis. Nach ihrem Abschluss kehrte sie für das ITF-$10.000-Turnier in der österreichischem Hauptstadt Wien einmalig auf den ITF Women’s Circuit zurück. Bei dem Turnier konnte sie die zweite Runde erreichen und verlor dort gegen ihre Landsfrau Rebecca Šramková in zwei Sätzen.

## Turniersiege

### Doppel
| Nr. | Datum              | Turnier    | Kategorie   | Belag | Partnerin        | Finalgegnerinnen                 | Ergebnis |
| --- | ------------------ | ---------- | ----------- | ----- | ---------------- | -------------------------------- | -------- |
| 1.  | 23. September 2007 | Bratislava | ITF $10.000 | Sand  | Monika Kochanová | Stefanie Haidner Nicole Rottmann | 7:5, 6:2 |